# حشره‌خوار کیسه‌دار شکم‌قرمز
حشره‌خوار کیسه‌دار شکم‌قرمز (نام علمی: Phascolosorex doriae) نام یک گونه از تبار ستبردم‌تباران است.